# Megalocnus
Megalocnus — це рід вимерлих великих наземних лінивців, які мешкали на Кубі в епохи плейстоцену та голоцену. Вони були одними з найбільших карибських лінивців (Megalocnidae), особини яких, за оцінками, важили від 270 кг до 200 кг, приблизно розміром з чорного ведмедя. Його родичами є інші мегалокнідні лінивці, такі як Acratocnus, Mesocnus, Miocnus, Neocnus, Parocnus. Колишній вид M. zile з Еспаньйоли зараз вважається молодшим синонімом Parocnus serus.